# Нешко Нешев (кларинетист)
Нешко Нешев е виртуозен български кларинетист и композитор, изпълняващ народна и пишещ авторска музика на фолклорна основа. Често е наричан „Кралят на кларинета“ или само „Кралят“.

## Биография
Нешко Нешев е роден на 9 февруари 1964 г. в Кърджали. Първият му кларинет му е подарен от неговия вуйчо – кларинетиста Иво Папазов, който е основен вдъхновител на Нешев. През 1984 г. стъпва за пръв път на голямата сцена. През 1985 г. печели първа индивидуална награда от Първата национална среща на оркестрите в Стамболово – награда за „Най-добрият кларинетист на България“. Следва покана от оркестър „Канарите“, с който работи в продължение на 12 години. През 1995 г. Фолктон издава дебютния му албум „В нова светлина“, в който всички изпълнения са по негова музика (попфолк и на фолклорна основа), а записите са реализирани в студиото на Радио „Веселина“ – Пловдив под съпровода на „Александър Райчев Бенд“. Записва много записи, в това число пише музиката на повечето песни в албума „Богородица“ на певицата Ана-Мария, който придобива значителна известност. Нешко Нешев има двама сина, които също са музиканти.

## Дискография

### Студийни албуми
- 1986 – „Оркестър „Канарите“ и Елена Чаушева“
- 1995 – „В нова светлина“
- 2005 – „Богородица“, съвместен с Ана-Мария
- 2013 – „Балкански ритми“
- 2018 – „Един живот“
- 2024 – „Юбилей“